# Abundisporus
Genre
Abundisporus est un genre de champignons basidiomycètes de la famille des polyporacées. Ces polypores possèdent des spores colorées et non translucides.

## Liste d'espèces
Selon NCBI (18 juin 2020) :
- Abundisporus fuscopurpureus (Pers.) Ryvarden 1998
- Abundisporus mollissimus B.K. Cui & C.L. Zhao, 2015
- Abundisporus pubertatis (Lloyd) Parmasto 2000
- Abundisporus quercicola Abundisporus queicicola
- Abundisporus roseoalbus
- Abundisporus sclerosetosus MUCL 41438
- Abundisporus violaceus